# Cecidomyiini
Tribu
Les Cecidomyiini sont une tribu d'insectes diptères nématocères de la famille des Cecidomyiidae.

## Liste des genres
- Ancylodiplosis.
- Apagodiplosis.
- Blaesodiplosis.
- Bremia.
- Caryomyia.
- Cecidomyia.
- Coccidomyia.
- Contarinia Rondani, 1860.
- Coquillettomyia.
- Cordylodiplosis.
- Ctenodactylomyia.
- Diadiplosis.
- Endaphis.
- Epidiplosis.
- Glenodiplosis.
- Gongrodiplosis.
- Halodiplosis.
- Harmandiola (Syn. Harmandia), dont les espèces H. cavernosa et H. tremulae forment des galles sur le Peuplier tremble.
- Homobremia.
- Kalodiplosis.
- Karshomyia.
- Lobodiplosis.
- Lobopteromyia.
- Macrodiplosis.
- Monarthropalpus.
- Obolodiplosis.
- Olpodiplosis.
- Paradiplosis.
- Pilodiplosis.
- Pinyonia.
- Pitydiplosis.
- Planetella.
- Platydiplosis.
- Plectrodiplosis.
- Prodiplosis.
- Putoniella.
- Resseliella.
- Sequoiomyia.
- Tanaodiplosis.
- Taxodiomyia.
- Thaumadiplosis.
- Thecodiplosis.
- Trogodiplosis.
- Xylodiplosis.
- Youngomyia.
- Zeuxidiplosis.